# Muhammad Wilkerson
Muhammad Wilkerson (Linden, 22 ottobre 1989) è un giocatore di football americano statunitense che gioca nel ruolo di defensive end per i Green Bay Packers della National Football League. Fu scelto dai Jets nel corso del primo giro (30º assoluto) del Draft NFL 2011. Al college ha giocato a football a Temple.

## Carriera professionistica

### New York Jets
Wilkerson fu scelto dai New York Jets come trentesimo assoluto nel Draft NFL 2011. Fu il quarto giocatore proveniente da Temple ad essere scelto dai Jets, dopo Mike Stromberg, Joe Klecko e Dave Yovanovits. Egli inoltre fu la scelta più alta degli Owls dai tempi di Paul Palmer, scelto come 19º assoluto nel Draft 1987. Il capo-allenatore Rex Ryan affermò a più riprese che Wilkerson avesse caratteristiche simili a Trevor Pryce. Wilkerson firmò un contratto quadriennale dal valore di 7,4 milioni di dollari il 30 luglio 2011.
Wilkerson mise a segno il primo sack in carriera il 18 settembre 2011 sul quarterback dei Jacksonville Jaguars Luke McCown nella end zone causando una safety. Wilkersin concluse la sua stagione da rookie giocando tutte e 16 le gare della stagione da titolare con 49 tackle, 3 sack ed un fumble forzato.
Nella settimana 3 della stagione 2013, Wilkerson mise a segno due sack su EJ Manuel nella vittoria sui Buffalo Bills. La sua stagione si concluse con un nuovo primato personale di 10,5 sack, venendo inserito nel Second-team All-Pro e votato al 42º posto nella NFL Top 100 dai suoi colleghi.
Nella settimana 2 del 2014, Wilkerson fu espulso per condotta anti-sportiva per avere preso a pugni un giocatore dei Green Bay Packers. Il lunedì successivo mise a segno i primi 1,5 sack stagionali su Jay Cutler dei Bears. Nella settimana 14 mise a segno un sack nella end zone su Teddy Bridgewater dei Vikings, facendo registrare una safety. A fine anno fu inserito al 74º posto nella NFL Top 100
Nel 2015, Wilkerson fu convocato per il primo Pro Bowl in carriera ed inserito nel Second-team All-Pro dopo un nuovo primato personale di 12 sack stagionali.
Il 1º marzo 2016, i Jets applicarono su Wilkerson la franchise tag, garantendogli un contratto di 15,07 milioni di dollari per la stagione a venire.

### Green Bay Packers
Il 13 marzo 2018, Wilkerson firmò un contratto di un anno del valore di 5 milioni di dollari con i Green Bay Packers.

## Palmarès
- Convocazioni al Pro Bowl: 1

2015
- Second-team All-Pro: 2

2013, 2015